# Anyphaenoides locksae
Anyphaenoides locksae là một loài nhện trong họ Anyphaenidae.
Loài này thuộc chi Anyphaenoides. Anyphaenoides locksae được miêu tả năm 2003 bởi Antonio D. Brescovit & Ramos.